# 合コンに行ったら女がいなかった話
『合コンに行ったら女がいなかった話』（ごうコンにいったらおんながいなかったはなし）は、蒼川ななによる日本の漫画作品。2020年より、作者の蒼川が自身のTwitterやpixiv上で創作漫画として発表。その後、2021年2月12日にスクウェア・エニックスより単行本第1巻が刊行され、同日よりウェブコミック配信サイト『ガンガンONLINE』（同社）にて連載が開始された。2024年2月時点で累計部数は130万部を突破している。
メディアミックスとして、2022年10月より関西テレビにてテレビドラマが放送され、2024年10月からはテレビアニメが放送された。

## あらすじ
同じ大学のゼミ生、蘇芳に合コンに誘われた女に縁の無い大学生の常盤、そこで友達の萩と浅葱とともに合コン会場に向かうが…そこにはイケメンな三人が座っていたのだった！！男6人女0人の合コンスタート！？

## 登場人物
演の項のテレビドラマのキャスト。声の項は特記のない場合、テレビアニメ版の声優。

### 主要人物
蘇芳（すおう）
演 - 七海ひろき
声 - 小松未可子
主人公の大学生。黒髪の短髪。同じ大学のゼミ生である常盤に好意を持っているらしく、自らアプローチして合コンに誘った。
男装BARでアルバイトしており、バイトの際は「王子様系」のキャラ付けをしている。実際、男装するとキラキラしたオーラを振りまく王子様系のイケメンになる。また、男装すると常盤へのアプローチが大胆になり、バイトの同僚からも「距離感がおかしい」「激しい」と評されている。
バイト時間の関係で男装で大学に来ることがあり、学内の一部女子の間では正体不明の「SSRのプリンス」と呼ばれている。
素の女性の姿でも美人だが、意識的に存在感を消しているため地味でまったく目立たない。また、男装している時のような大胆さも見られず、男性から声をかけられたり触れられたりするとびくっとする描写もある。
常盤（ときわ）
演 - 井上想良
声 - 武内駿輔 / 中島ヨシキ（PV）
蘇芳のゼミ仲間。同じゼミ生ではあるが、蘇芳から合コンに誘われるまでは特に親しいというわけではなかった模様。
特に目立たない容貌で、性格は真面目。恋愛には鈍感で、蘇芳からの好意に全く気づいていない。

### 常盤の友人たち
浅葱（あさぎ）
演 - 小西詠斗
声 - 堀江瞬
常盤の大学の友人で薄い茶髪の男性。常盤達と一緒に合コンに参加した。
裏表の無いのほほんとした子供っぽい性格で人懐っこく、天然で常盤と萩がたじろぐような場面でも平然としている事が多い。。藤やその周辺の女性オタクたちからは犬みたいだと思われている。藤の描いている漫画の資料モデルとして協力するようになり、販売ブースの手伝いなどもしている。また、萩や常盤からは老後に騙されるタイプと評されている。
萩（はぎ）
演 - 増子敦貴（GENIC）
声 - 梶原岳人
常盤の大学の友人である糸目の男性。常盤達と一緒に合コンに参加した。姉がいる。
喜怒哀楽が表情にすぐ現れる分かりやすいタイプ。ふわふわとした可愛らしい女の子が好きで、ふざけているように見えるが根はしっかりしている。合コン以来自分の気持ちに戸惑いを隠せず葛藤する日々を送っている。
女子の噂「プリンス」を知っていた。

### 蘇芳のバイト仲間
藤（ふじ）
演 - 瀬戸かずや
声 - 悠木碧
蘇芳のバイト仲間で、蘇芳と共に合コンに参加した。女性としては長身なほう。バイトの際は「無気力系」のキャラ付けをしており、テンション低めのアンニュイなイケメン。
趣味で成人向けのBL同人誌を執筆しており、ネタになりそうなものを見つけると暴走することがある。即売会には身バレを防ぐため男装で参加しており、他の腐女子の間で話題になっている。
素の女性の姿はインナーカラーの入ったショートヘアに眼鏡の美人。性格は男装している時と変わらない。
琥珀（こはく）
演 - 如月蓮
声 - 東山奈央
褐色肌に金髪の女子大生。蘇芳のバイト仲間。彼女と共に合コンに参加する。
バイト中は藤の指導により、「俺様系」のキャラ付けをしているが、素の性格は真面目。蘇芳と藤の後輩若しくは年下なのか「さん」付けで呼び、敬語で話している。素の姿は長めの金髪をポニーテールにしている。
癖の強い蘇芳と藤へのツッコミ役となることもある。

## 書誌情報
- 蒼川なな『合コンに行ったら女がいなかった話』 スクウェア・エニックス〈ガンガンコミックスONLINE〉、既刊9巻（2025年4月12日現在）
  1. 2021年2月12日発売[4][8]、ISBN 978-4-7575-7096-2
  2. 2021年9月10日発売[7][9]、ISBN 978-4-7575-7476-2
  3. 2022年4月12日発売[10]、ISBN 978-4-7575-7770-1
  4. 2022年10月12日発売[11]、ISBN 978-4-7575-8203-3
  5. 2023年4月12日発売[12]、ISBN 978-4-7575-8523-2
  6. 2023年10月12日発売[13]、ISBN 978-4-7575-8852-3
  7. 2024年4月12日発売[14]、ISBN 978-4-7575-9151-6
  8. 2024年9月12日発売[15]、ISBN 978-4-7575-9418-0
  9. 2025年4月12日発売[16]、ISBN 978-4-7575-9794-5

## 受賞
- 第6回みんなが選ぶTSUTAYAコミック大賞第5位[17]
- 次にくるマンガ大賞2022 Webマンガ部門第7位[18]
- みんなが選ぶ!!電子コミック大賞2023 女性部門賞[5]

## テレビドラマ
2022年10月21日（20日深夜）から12月23日（22日深夜）まで、関西テレビで新設された深夜ドラマ枠「EDGE」にて放送された。主演は七海ひろき。

### キャスト
- 利休ゆみ - 小槙まこ[19]
- 山吹りりか - うらじぬの[19]
- 水柿しゅう - 辻凪子[19]

### スタッフ
- 原作 - 蒼川なな『合コンに行ったら女がいなかった話』（スクウェア・エニックス『ガンガンONLINE』掲載）[6]
- 脚本 - 赤尾でこ、保木本真也[19]
- 音楽 - 若林タカツグ[19]
- 主題歌 - 七海ひろき・瀬戸かずや・如月蓮・井上想良・小西詠斗・増子敦貴「HEART BEAT」[20]
- 挿入歌 - 七海ひろき「2人の物語」[21]
- 撮影協力 - 東京外国語大学
- 技術協力 - ビデオスタッフ
- 照明協力 - ザ・ホライズン
- 美術協力 - 山崎美術
- ポスプロ - ザ・チューブ
- 演出 - 竹本聡志、酒見顕守、尾形正喜[19]
- エグゼクティブプロデューサー - 中畠義之（関西テレビ放送）、吹田沙矢（株式会社ミキサー）、米田理恵（S-SIZE）、稲垣竜一郎（松竹）
- プロデューサー - 水川薫、横山勇人、伊藤茜[19]
- 制作協力 - メディアプルポ
- 制作著作 - 関西テレビ放送

### 放送日程
| 各話   | 放送日   | サブタイトル                             | 脚本       | 演出     |
| ------ | -------- | ---------------------------------------- | ---------- | -------- |
| 第1話  | 10月21日 | 合コンに行ったら女がいなかった話         | 赤尾でこ   | 竹本聡志 |
| 第2話  | 10月28日 | 彼女といつ会っても女がいなかった話       | 保木本真也 | 竹本聡志 |
| 第3話  | 11月04日 | バイト先に行ったら女がいなかった話       | 保木本真也 | 竹本聡志 |
| 第4話  | 11月11日 | SSRのプリンスの周りには女がいなかった話  | 赤尾でこ   | 酒見顕守 |
| 第5話  | 11月18日 | 呼ばれて行ったら女がいなかった話         | 保木本真也 | 酒見顕守 |
| 第6話  | 11月25日 | 動物園デートに行ったら女がいなかった話   | 保木本真也 | 酒見顕守 |
| 第7話  | 12月02日 | 即売会に行ったら尊いが過ぎた話           | 赤尾でこ   | 尾形正喜 |
| 第8話  | 12月09日 | 口説かれてるけど女がいなかった話         | 保木本真也 | 尾形正喜 |
| 第9話  | 12月16日 | キャンプに行ったら女がいなかった話・前編 | 赤尾でこ   | 竹本聡志 |
| 最終話 | 12月23日 | キャンプに行ったら女がいなかった話・後編 | 赤尾でこ   | 竹本聡志 |

- 最終話は『全日本フィギアスケート選手権2022 女子ショート』中継の15分延長に伴う特別編成の関係で15分繰り下げられ、0時40分 - 1時10分に放送された。

| 関西テレビ放送 EDGE | 関西テレビ放送 EDGE                                            | 関西テレビ放送 EDGE                      |
| 前番組              | 番組名                                                         | 次番組                                   |
| ------------------- | -------------------------------------------------------------- | ---------------------------------------- |
| 枠設立前につき無し  | 合コンに行ったら女がいなかった話 （2022年10月21日 - 12月23日） | インフォーマ （2023年1月20日 - 3月24日） |

## テレビアニメ
2024年10月から12月までTOKYO MXほかにて放送された。

### スタッフ（テレビアニメ）
- 原作 - 蒼川なな[5]
- 監督 - 古賀一臣[5]
- シリーズ構成 - 赤尾でこ[5]
- キャラクターデザイン - たなべようこ[5]
- キーアニメーター - 髙坂花世、関美穂乃
- プロップデザイン - レコメンデーション[24]
- 色彩設計 - 山上愛子[24]
- 美術監督・美術ボード - 坂上裕文、岡山優美[24]
- 美術設定 - 加藤浩、浅見由一[24]
- 撮影監督 - 山脇奈々実[24]
- 編集 - 佐野由里子[24]
- 音響監督 - 納谷僚介[24]
- 音響制作 - スタジオマウス[24]
- 音楽 - TECHNOBOYS PULCRAFT GREEN-FUND[5]
- 音楽制作 - NBCユニバーサル・エンターテインメント
- プロデューサー - 日野亮、鍋岩晶子、宮松雄大、曹聡、松村尚、久保田暁、外川明宏、山口舞、小澤文啓
- アニメーションプロデューサー - 山岡宏哉
- アニメーション制作 - 葦プロダクション[5]
- 製作 - 「合コンに行ったら女がいなかった話」製作委員会[5]（NBCユニバーサル・エンターテインメント、電通、葦プロダクション、関西テレビ放送、スタジオマウス、NetEase Games、BS日テレ、ムービック、スクウェア・エニックス、クロックワークス）

### 主題歌
「メリーゴーランドタイム」
なすお☆によるオープニングテーマ。作詞はなすお☆、作曲はまどくん、編曲はCotaLowとGyoxa.。
「王様だーれだっ」
ASOBI同盟によるエンディングテーマ。作詞はりみー・とくみりす、作曲はとくみりす・りみー、編曲はKaoruP。

### 各話リスト
| 話数   | サブタイトル                                                                   | 脚本     | 絵コンテ         | 演出                      | 作画監督 | 総作画監督            | 初放送日       |
| ------ | ------------------------------------------------------------------------------ | -------- | ---------------- | ------------------------- | --- | --------------------- | -------------- |
| 第1話  | 合コンに行ったら××だった話                                                     | 赤尾でこ | 古賀一臣         | 古賀一臣                  | 髙阪花世 大塚多恵子 須田力也 Big Owl                                                                               | たなべようこ          | 2024年 10月5日 |
| 第2話  | BARに行ったら××だった話                                                        | 山下憲一 | 西田正義         | 白石道太                  | 関美穂乃 きのプロダクション 日影工房 pHスタジオ 半扇門 Big Owl 無錫楓衡文化伝媒 スタジオ エバーグリーン 朱央 鄭峰  | たなべようこ 髙阪花世 | 10月12日       |
| 第3話  | 居酒屋に行ったら××だった話                                                     | 赤尾でこ | 西田正義         | 前園文夫                  | 有賀建真 斎藤みどり 大塚多恵子 高橋こう平                                                                          | たなべようこ 髙阪花世 | 10月19日       |
| 第4話  | 動物園に行ったら××だった話                                                     | 山下憲一 | 小林一三         | ウヱノ史博                | 宇津木勇 丸英夫 齊藤かおり 南伸一郎 飯飼一幸 服部憲知 竹之内裕紀 ワンオーダー ラッドプラス スタジオ エバーグリーン | たなべようこ 髙阪花世 | 10月26日       |
| 第5話  | コミケに行ったら××だった話                                                     | 赤尾でこ | まつもとよしひさ | まつもとよしひさ          | 浜辺ゆき 櫻井拓郎 飯飼一幸 嘉村弘之 金正男 pHスタジオ 半扇門 アートベースバン                                      | たなべようこ 髙阪花世 | 11月2日        |
| 第6話  | おうちに行ったら××だった話                                                     | 山下憲一 | 西田正義         | 古賀一臣                  | 有賀建真 pHスタジオ 半扇門 李慶 鄭峰 朱央 無錫楓衡文化伝媒 スタジオ エバーグリーン                                 | たなべようこ 髙阪花世 | 11月9日        |
| 第7話  | キャンプに行ったら××だった話                                                   | 赤尾でこ | 西田正義         | ながはまのりひこ          | 田之上慎 齊藤香織 studio Cj 朴乾河                                                                                 | たなべようこ 髙阪花世 | 11月16日       |
| 第8話  | キャンパスに行ったら××だった話                                                 | 山下憲一 | さとうふみかず   | 白石道太                  | Big Owl スタジオ エバーグリーン スタジオ・ミュウ 朱央                                                              | たなべようこ 髙阪花世 | 11月23日       |
| 第9話  | 夏祭りに行ったら××だった話                                                     | 山下憲一 | まつもとよしひさ | まつもとよしひさ 内堀雅人 | 関美穂乃 有賀建真 pHスタジオ 半扇門 鄭峰 無錫楓衡文化伝媒 スタジオ エバーグリーン                                  | たなべようこ 髙阪花世 | 11月30日       |
| 第10話 | 自宅に行ったら××だった話                                                       | 山下憲一 | 西田正義         | 小野田雄亮                | 宇津木勇 丸英夫 齊藤かおり 南伸一郎 安彦守 中村与史子 金田栄二 池田佳織 柳孝相 スタジオ エバーグリーン             | たなべようこ 髙阪花世 | 12月7日        |
| 第11話 | 海に行ったら××だった話                                                         | 山下憲一 | さとうふみかず   | 前園文夫                  | 斎藤みどり 無錫楓衡文化伝媒有限公司 鄭州点線一幀文化伝媒有限公司 丁亓舒 王嘉健 金波                                | たなべようこ 髙阪花世 | 12月14日       |
| 第12話 | 合コンに行ったら（もう合コンには行かなくてもいいかなって思える出会い）だった話 | 赤尾でこ | 古賀一臣         | 古賀一臣                  | 浜辺ゆき 陳洁琼 | たなべようこ 髙阪花世 | 12月21日       |

### 放送局
| 放送期間                 | 放送時間                     | 放送局     | 対象地域   | 備考                                       |
| ------------------------ | ---------------------------- | ---------- | ---------- | ------------------------------------------ |
| 2024年10月5日 - 12月21日 | 土曜 1:30 - 2:00（金曜深夜） | TOKYO MX   | 東京都     |                                            |
| 2024年10月6日 - 12月22日 | 日曜 23:00 - 23:30           | BS日テレ   | 日本全域   | 製作参加 / BS放送 / 『アニメにむちゅ〜』枠 |
| 2024年10月7日 - 12月23日 | 月曜 2:29 - 2:59（日曜深夜） | 関西テレビ | 近畿広域圏 | 製作参加                                   |
| 2024年10月8日 - 12月24日 | 火曜 21:30 - 22:00           | AT-X       | 日本全域   | CS放送 / 字幕放送 / リピート放送あり       |

| 配信開始日    | 配信時間                   | 配信サイト | 備考                         |
| ------------- | -------------------------- | --- | ---------------------------- |
| 2024年9月30日 | 月曜 1:30（日曜深夜） 更新 | ABEMA | 地上波5日間先行・Web最速配信 |
| 2024年10月3日 | 木曜 1:30（水曜深夜） 更新 | dアニメストア                                                                                                   | 先行配信                     |
| 2024年10月5日 | 土曜 2:00（金曜深夜） 更新 | Prime Video Netflix バンダイチャンネル Hulu DMM TV ニコニコチャンネル ニコニコ生放送 FOD U-NEXT アニメ放題 TVer | 見放題配信                   |
|               |                            | Prime Video バンダイチャンネル ニコニコチャンネル HAPPY!動画                                                    | 都度課金配信                 |

### BD
| 巻 | 発売日         | 収録話          | 規格品番  |
| -- | -------------- | --------------- | --------- |
| 1  | 2024年12月25日 | 第1話 - 第3話   | GNXA-2571 |
| 2  | 2025年1月31日  | 第4話 - 第6話   | GNXA-2572 |
| 3  | 2025年2月28日  | 第7話 - 第9話   | GNXA-2573 |
| 4  | 2025年3月28日  | 第10話 - 第12話 | GNXA-2574 |